# Plaistow (stanice metra v Londýně)
Plaistow je stanice metra v Londýně, otevřená roku 1858. Staniční odbavovací hala byla vybudována roku 1905. Autobusové spojení zajišťují linky: 69, 241, 262 a 473. Stanice se nachází v přepravní zóně 3 a leží na dvou linkách:
- District Line a Hammersmith & City Line mezi stanicemi West Ham a Upton Park.

| Rok  | Počet cestujících |
| ---- | ----------------- |
| 2011 | 6,34 mil          |
| 2012 | 6,29 mil          |
| 2013 | 6,25 mil          |
| 2014 | 6,79 mil          |